# Lasiorhinus krefftii
Lasiorhinus krefftii hay Trâu “mũi đầy lông” phía Bắc là một loài động vật có vú trong họ Vombatidae, bộ Hai răng cửa. Loài này được Owen mô tả năm 1873.